# 贝蒂娜·普兰克
贝蒂娜·普兰克（德語：Bettina Plank，1992年2月24日—），奥地利女子空手道运动员。她曾代表奥地利参加2020年夏季奥林匹克运动会空手道比赛，获得女子55公斤级铜牌。